# Alain Metellus
Alain Metellus, född 8 april 1965, är en friidrottare från Kanada. Han deltog vid olympiska sommarspelen 1984.